# Pont-Remy
Pont-Remy är en kommun i departementet Somme i regionen Hauts-de-France i norra Frankrike. Kommunen ligger i kantonen Ailly-le-Haut-Clocher som tillhör arrondissementet Abbeville. År 2022 hade Pont-Remy 1 467 invånare.

## Befolkningsutveckling
Antalet invånare i kommunen Pont-Remy
| Referens: INSEE |